# Andrzej Kalwas
Andrzej Jan Kalwas (ur. 23 czerwca 1936 we Włocławku) – polski prawnik, radca prawny, w latach 1995–2004 prezes Krajowej Rady Radców Prawnych, w latach 2004–2005 minister sprawiedliwości i prokurator generalny w rządzie Marka Belki.

## Życiorys
Absolwent VI Liceum Ogólnokształcącego im. Tadeusza Reytana w Warszawie (1954). W 1963 ukończył studia prawnicze na Uniwersytecie Warszawskim. Odbył aplikację w Państwowym Arbitrażu Gospodarczym, po czym w 1965 rozpoczął wykonywanie zawodu radcy prawnego. Od 1990 działa jako wspólnik w kancelarii radców prawnych „Kalwas i Wspólnicy”.
Specjalizuje się w prawie administracyjnym, gospodarczym, handlowym, cywilnym i sprawach pracowniczych, a w szczególności w prawie antymonopolowym i problematyce nieuczciwej konkurencji.
W latach 1983–1995 pełnił funkcję dziekana rady Okręgowej Izby Radców Prawnych w Warszawie, a w latach 1995–2004 prezesa Krajowej Rady Radców Prawnych.
W okresach 1989–1991 i 2002–2004 był członkiem Trybunału Stanu. Należał też do założycieli Krajowej Izby Gospodarczej. W 2004 kandydował bez powodzenia w wyborach do Parlamentu Europejskiego z warszawskiej listy Komitetu Wyborczego Wyborców Razem dla Przyszłości, utworzonego przez różne organizacje pozarządowe. Objął następnie stanowisko prezesa zarządu nowo powstałego Stowarzyszenia Obywatelskich Inicjatyw.
6 września 2004 został mianowany przez prezydenta Aleksandra Kwaśniewskiego na urząd ministra sprawiedliwości w rządzie Marka Belki, zastępując Marka Sadowskiego. Funkcję tę pełnił do końca 31 października 2005. W okresie jego urzędowania – wbrew jego negatywnej opinii – doszło do uchwalenia ustawy nowelizującej przepisy korporacyjne i wprowadzającej regulacje umożliwiające łatwiejszy dostęp do wolnych zawodów prawniczych, z których część została później uznana przez Trybunał Konstytucyjny za niezgodną z Konstytucją RP.
18 kwietnia 2018 został zatrzymany przez funkcjonariuszy Centralnego Biura Antykorupcyjnego celem przedstawienia mu zarzutów w ramach śledztwa dotyczącego osób podających się za funkcjonariuszy służb specjalnych. Następnego dnia został zwolniony.
Jego synem jest pisarz Piotr Ibrahim Kalwas.

## Odznaczenia i wyróżnienia
Odznaczony Krzyżem Kawalerskim (1996), Oficerskim (1999) oraz, za wybitne zasługi w działalności na rzecz samorządu radców prawnych, za osiągnięcia w podejmowanej z pożytkiem dla kraju działalności państwowej i publicznej, Komandorskim (2012) Orderu Odrodzenia Polski. Jego życiorys i dokonania zostały przedstawione w publikacji: Wprowadziłem radców prawnych do Europy. Andrzej Kalwas w rozmowie z Albertem Stawiszyńskim (Wolters Kluwer, Warszawa 2016, ISBN 97883-80927834).